# مجارهای کرواسی
مجارها در کرواسی یک اقلیت قومی به رسمیت شناخته‌شده هستند. بنابر سرشماری سال ۲۰۱۱، ۱۴٬۰۴۸ تن در کرواسی از لحاظ قومیتی مجار هستند (۰٬۳۳٪ جمعیت). حدود دو سوم آن‌ها در شهرستان اوسیک-بارانیا در شرق کرواسی هم‌مرز مجارستان زندگی می‌کنند. همچنین در دیگر بخش‌های کشور جوامع مجاری گوناگونی زندگی می‌کنند مانند شهرستان بیلوار-بیلوگورا که ۸۸۱ تن در آنجا خود را مجاری معرفی کردند.

## جمعیت

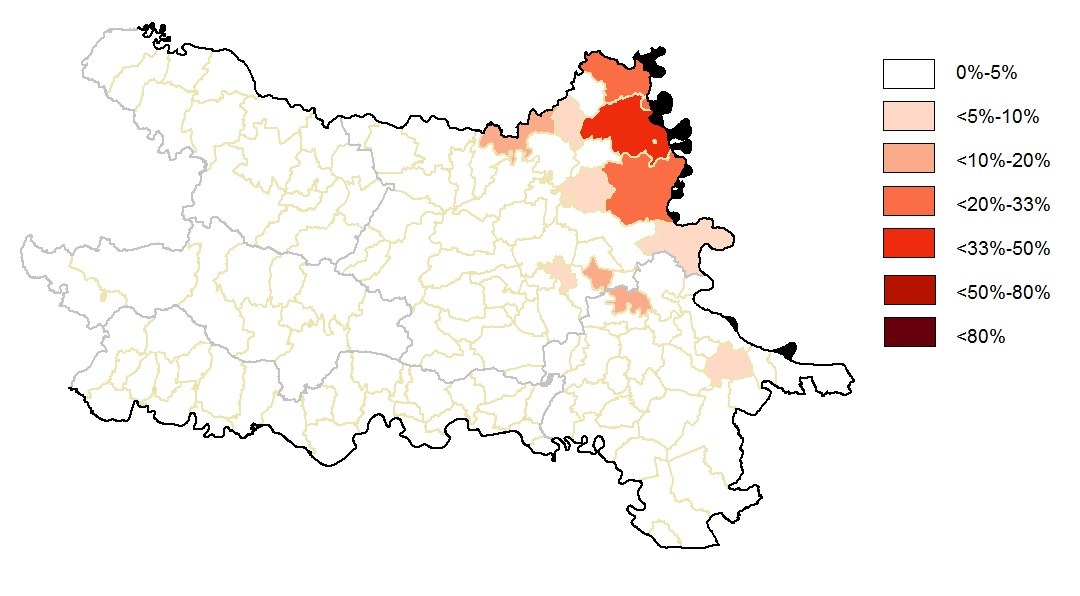
مجارها در شرق کرواسی (سرشماری ۲۰۱۱)

شهرستان‌هایی که اقلیت قابل توجه مجاری دارند شامل موارد زیر می‌شوند:
- کنژوی وینوگرادی (۱٬۷۸۴ یا ۳۸٬۶۶٪)
- بیله (۱٬۶۷۱، ۲۹٬۶۲٪)
- دراژ (۶۸۰ یا ۲۴٬۵۸٪)
- ارنستینوو (۴۲۲ یا ۱۹٬۲۸٪)

بزرگترین شهر با بیشترین جمعیت مجاری بلی ماناستیر با ۸۰۱ تن است (۷٬۹۶٪).
علاوه بر این، ۱۰٬۲۳۱ تن زبان مجاری را زبان مادری خود معرفی کردند.